# Califia
För författaren, se Patrick Califia
Califia är ett släkte av ringmaskar som beskrevs av Hartman 1957. Califia ingår i familjen Orbiniidae.
Kladogram enligt Catalogue of Life och Dyntaxa:
| Califia | \| \| Califia calida \| \| \| \| \| \| Califia chilensis \| \| \| \| \| \| Califia mexicana \| \| \| \| \| \| Califia schmitti \| \| \| \| |
|         | \| \| Califia calida \| \| \| \| \| \| Califia chilensis \| \| \| \| \| \| Califia mexicana \| \| \| \| \| \| Califia schmitti \| \| \| \| |
|         | Califia calida |
|         | |
|         | Califia chilensis |
|         | |
|         | Califia mexicana |
|         | |
|         | Califia schmitti |
|         | |